# Daniel Krawczyk
Pour les articles homonymes, voir Krawczyk.
Daniel Krawczyk est un footballeur français né le 7 août 1961 à Sains-en-Gohelle. Il évolue alors au poste de milieu de terrain. Après sa carrière de joueur, Krawczyk entame une carrière d'entraîneur. Son frère Richard a également été footballeur professionnel.

## Biographie

### Carrière de joueur
Après une formation dans le club de sa commune natale, à Sains-en-Gohelle, Daniel Krawczyk est recruté par le centre de formation du RC Lens, club où son frère Richard est professionnel. Après avoir disputé plusieurs matchs de championnat en 1980-1981, il devient titulaire l'année suivante. Après plusieurs années dans le club lensois, où il dispute deux éditions de la Coupe UEFA, il s'engage au Nîmes Olympique, alors en Division 2 et ayant comme objectif de monter, ce que le club ne réussit pas. Quittant alors le club, il rejoint le FC Metz où il joue une saison et participe notamment au premier tour de la Coupe des coupes. Krawczyk rejoint alors l'AS Beauvais Oise en deuxième division où il reste quatre ans avant de redescendre au niveau amateur, à Saint-Omer  de 1993 à 1995, puis au RC Arras de 1995 à 1997.
Au total, Daniel Krawczyk dispute 220 matchs en Division 1 et 140 matchs en Division 2.

### Carrière d'entraîneur
Daniel Krawczyk évolue à partir de 1995 comme entraîneur-joueur du RC Arras. Il devient ensuite entraîneur du Stade béthunois en 1998 mais ne reste pas au club durant l'ensemble de la saison.
Krawczyk est membre du personnel technique du RC Lens de 2000 à 2007. Adjoint et préparateur physique, il s'occupe tout particulièrement de la remise en condition des joueurs du club ayant été blessés. Après un passage comme entraîneur du club de Barlin, il devient après une interruption de quatre ans l'entraîneur du CS Avion, tout juste relégué en Division d'Honneur.
Deux saisons plus tard, Daniel Krawczyk signe avec les féminines d'Arras, tout juste reléguées en D2. En fin de contrat en juin 2020 et alors que le club est en cours de transformation pour devenir la section féminine du Racing Club de Lens, celui-ci n'est pas renouvelé. La direction lensoise nomme à sa place Sarah M'Barek avec le titre de « manager générale »,.

## Carrière de joueur
- 1972-1976 :  Sains en Gohelle
- 1976-1987 :  RC Lens
- 1987-1988 :  Nîmes Olympique
- 1988-1989 :  FC Metz
- 1989-1993 :  AS Beauvais
- 1993-1995 :  US Saint-Omer
- 1995-1997 :  RC Arras

## Carrière d'entraîneur
- 1995-1997 : Entraîneur du RC Arras
- juillet 1998-avril 1999 : Entraîneur du Stade béthunois
- 2000-2007 : Entraîneur adjoint au RC Lens
- 2007-2009 : Entraineur à Barlin
- 2013- : Entraîneur du CS Avion

## Statistiques de joueur
| Saison                | Club                  | Championnat           | Championnat | Championnat | Coupe nationale | Coupe nationale | Coupe de la Ligue | Coupe de la Ligue | Compétition(s) continentale(s) | Compétition(s) continentale(s) | Compétition(s) continentale(s) | Total | Total |
| Saison                | Club                  | Division              | M.          | B.          | M.              | B.              | M.                | B.                | Comp.                          | M.                             | B.                             | M.    | B.    |
| 1980-1981             | RC Lens               | Division 1            | 15          | 1           | 2               | 0               | -                 | -                 | -                              | -                              | -                              | 17    | 1     |
| 1981-1982             | RC Lens               | Division 1            | 28          | 0           | 1               | 0               | -                 | -                 | -                              | -                              | -                              | 29    | 0     |
| 1982-1983             | RC Lens               | Division 1            | 37          | 0           | 3               | 0               | -                 | -                 | -                              | -                              | -                              | 40    | 0     |
| 1983-1984             | RC Lens               | Division 1            | 27          | 1           | 6               | 0               | -                 | -                 | C3                             | 6                              | 0                              | 39    | 1     |
| 1984-1985             | RC Lens               | Division 1            | 35          | 1           | 4               | 0               | -                 | -                 | -                              | -                              | -                              | 39    | 1     |
| 1985-1986             | RC Lens               | Division 1            | 31          | 0           | 7               | 1               | -                 | -                 | -                              | -                              | -                              | 38    | 1     |
| 1986-1987             | RC Lens               | Division 1            | 28          | 3           | 6               | 0               | -                 | -                 | C3                             | 2                              | 0                              | 36    | 3     |
| 1987-1988             | Nîmes Olympique       | Division 2            | 28          | 3           | 1               | 0               | -                 | -                 | -                              | -                              | -                              | 29    | 3     |
| 1988-1989             | FC Metz               | Division 1            | 19          | 0           | 1               | 0               | -                 | -                 | C2                             | 2                              | 0                              | 22    | 0     |
| 1989-1990             | AS Beauvais Oise      | Division 2            | 30          | 1           | 1               | 0               | -                 | -                 | -                              | -                              | -                              | 31    | 1     |
| 1990-1991             | AS Beauvais Oise      | Division 2            | 32          | 0           | 2               | 0               | -                 | -                 | -                              | -                              | -                              | 34    | 0     |
| 1991-1992             | AS Beauvais Oise      | Division 2            | 27          | 2           | 0               | 0               | -                 | -                 | -                              | -                              | -                              | 27    | 2     |
| 1992-1993             | AS Beauvais Oise      | Division 2            | 23          | 1           | 0               | 0               | -                 | -                 | -                              | -                              | -                              | 23    | 1     |
| Total sur la carrière | Total sur la carrière | Total sur la carrière | 360         | 13          | 34              | 1               | -                 | -                 | -                              | 10                             | 0                              | 404   | 14    |